# Amico Aspertini

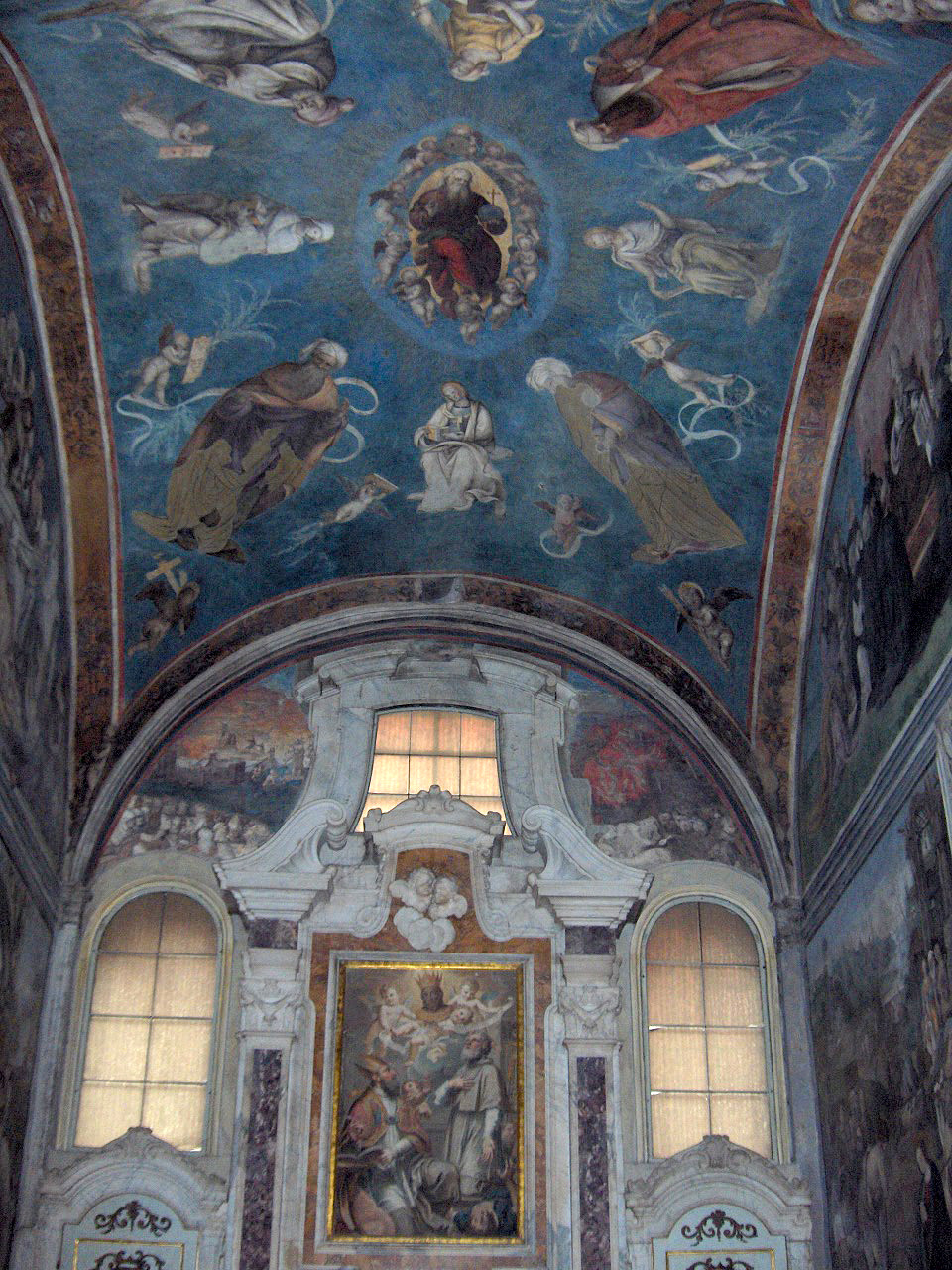
Bóveda de la capilla de la Cruz en la Basílica de San Frediano, Lucca.

Amenico Aspertini fue un pintor renacentista - manierista italiano que nació y murió en Bolonia (1474/5-1552). Considerado uno de los exponentes más brillantes de la llamada Escuela Boloñesa.

## Biografía
Nacido en Bolonia, en el seno de una familia de pintores, y fue hijo de Giovanni Antonio Aspertini y hermano de Leonello y Guido Aspertini todos pintores boloñeses. Su padre lo instruyó en su oficio, pero después trabajó como ayudante y amplió sus estudios en los talleres de Ercole de Roberti, Lorenzo Costa el Viejo y Francesco Francia. Al mismo tiempo, los pintores nórdicos, especialmente los artistas alemán y holandés, le causaron una impresión duradera.
Parece probable que realizara una visita corta a Florencia, donde probablemente estudió con Filippino Lippi, prueba de ello es que se nota cierta influencia suya sobre la primera obra de Amico. Entre 1496 y 1503, trabajó en Roma junto a su padre en la decoración de las puertas de la Basílica de San Pedro, representando la historia de Simón el Mago, y el martirio de los apóstoles Pedro y Pablo. Además visita los monumentos antiguos, las iglesias, las cuevas y colecciones en busca de sarcófagos, vasos, bustos y fragmentos de todo tipo, todo lo que podría atraer a su mente, educada con los grandes ejemplos del siglo XV boloñeses, y sobre todo le fascinan las obras de Giovanni de Módena (1379-1455) y el encanto de la ciudad antigua.

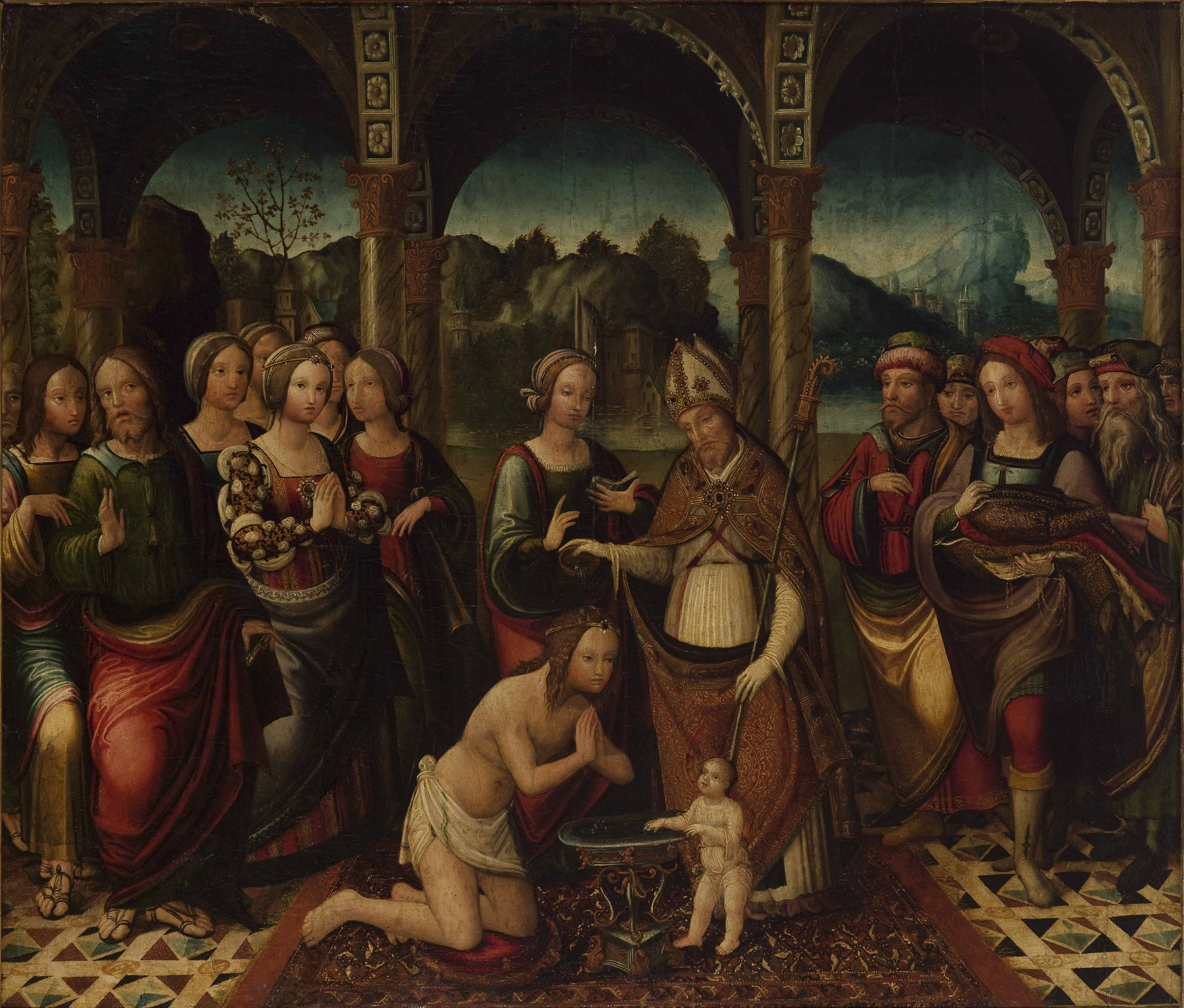
Bautismo, Colección Samuel H. Kress.

En esta época entró en contacto con Pinturicchio, presente entonces en el Vaticano (durante el pontificado de Inocencio VIII y Alejandro VI de Borgia). La impresión de este pintor sobre Amico se puede ver claramente en la Adoración de los Magos de Berlín, relacionada con la Adoración de los Pastores pintada en la Capilla della Rovere de la Basílica de Santa Maria del Popolo en torno a 1488-90.
En 1504 regresó a Bolonia, pero nuevamente en 1507 emprende un viaje hasta Lucca, donde permanece hasta 1509 realizando los frescos de la basílica de San Frediano. En esta obra se observa la inspiración en pintores florentinos como Filippino Lippi, Piero di Cosimo y Masaccio, curiosamente artistas a los cuales ya se consideraba algo obsoletos después de la irrupción de nuevos pintores de corte clasicista. Más tarde su estilo se vio influenciado por el entusiasmo de Miguel Ángel.
También está documentada su presencia en Siena y Mantua, y, nuevamente, en Roma entre 1527 y 1528 y más tarde del 1532 al 1534 y del 1535 al 1540. Parece que esta última experiencia es visible en obras como la Epifanía de los Uffizi y las Sagradas Familias de Holkham Hall y París, obras en que las figuras, bañadas en un matiz de clasicismo, se encuentran torturadas y deformadas. Emanan una profunda sensación espiritual, ayudada por el tratamiento de la luz centelleante. En definitiva, toma algunos principios del arte clásico para transgredirlo y darle un sentido muy personal.
Al parecer, Aspertini fue un hombre de carácter violento y extravagante, que se aisló de sus colegas boloñeses, a quienes el artista despreciaba como meros imitadores de Rafael.

## Obra
Cultivó todos los géneros de pintura y también se dedicó a la escultura.
Las obras de Amico Aspertini son muy imaginativas y conectan las diversas influencias en un estilo único. De esta manera también absorbió la esencia de los primeros manieristas. Dotado de una portentosa facilidad, se dice que llegó a pintar con ambas manos (en una mano los colores claros y en otra los oscuros); Vasari lo describe con una personalidad excéntrica que plasma en sus obras, las cuales son muchas de expresión bizarra, como La Sagrada Familia con Santos (San Nicolás del Campo, París).
Posteriormente, su estilo evolucionará hacia las líneas nerviosas y expresivas, hacia la sutil deformación de las figuras para conferirles sentimiento y expresividad. Estos detalles nos siguen remitiendo al Quattrocento, tal vez más ligeramente que en su obra anterior, pero también a influencias nórdicas.

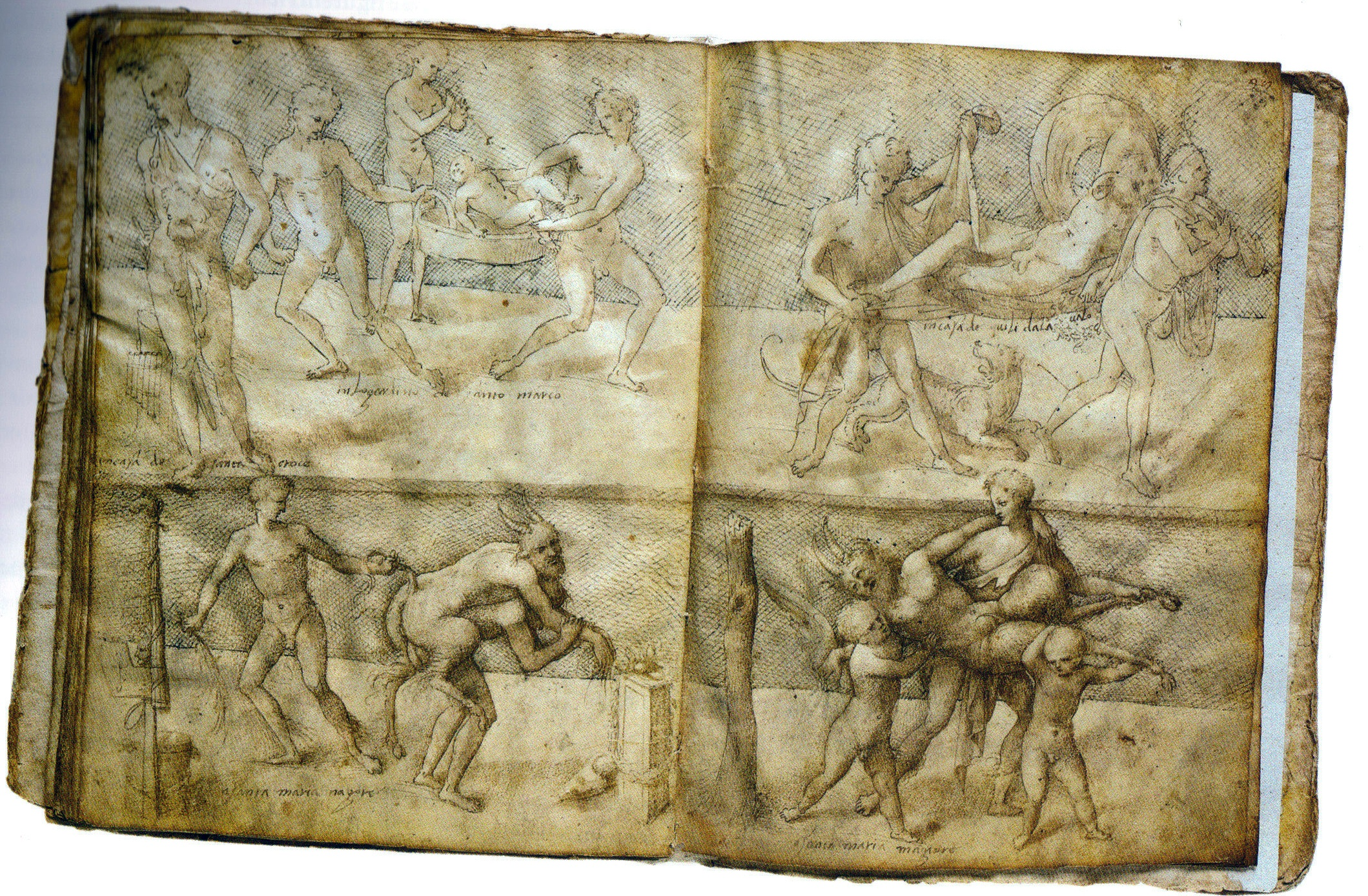
Cuaderno Wolfegg (sobre 1503) Colección Waldburg-Wolfegg.

Entre sus primeros diseños, destacan los del cuaderno de Parma, considerado durante mucho tiempo perteneciente a un artista anónimo, y cuya atribución a Amico Aspertini ha hecho posible a la reconstruir el periodo de su juventud en Roma y además atribuirle un conjunto de dibujos, la mayoría de los cuales de reproducía la antigua Roma, por tanto se trata de la primera evidencia de su actividad en Roma antes incluso que el cuaderno Wolfegg, considerado anteriormente como el primer libro de dibujos del artista. El cuaderno di Parma representa la fase inicial de la actividad gráfica de Amico, en el cual el artista todavía no ha desarrollado el lenguaje personal reconocible en el cuaderno Wolfegg.
Sus cuadernos de dibujo de restos romanos (Museo Británico, Londres) son una fuente importante para el conocimiento contemporáneo de la antigüedad.
Fue un pintor que no respetaba las normas artísticas y le dio una forma totalmente propia. Esto tuvo como consecuencia que sus obras fueran muy populares y tuviera numerosos contratos.
Tras su regreso a Bolonia después de su primer viaje a Roma colaboró con Francesco Francia y Lorenzo Costa en la realización de los frescos del Oratorio de Santa Cecilia en la iglesia de Santiago el Mayor, trabajo encargado por Giovanni II Bentivoglio.
Aspertini también fue uno de los artistas encargados de pintar un arco del triunfo para la entrada de Bolonia del Papa Clemente VII y del emperador Carlos V en 1529.
Además de su pintura, sus obras escultóricas gozan también de una gran reputación.
Al final de la segunda década del siglo, la pintura florentina contemporánea comienza a marcar su arte en alguna medida, dándole un matiz clasicista del que hasta ahora había carecido. Sin embargo, sigue presente una violencia soterrada ajena al sentimiento clásico.
La desaparición de una buena parte de sus pinturas sobre tabla y la destrucción de prácticamente toda su obra como decorador de fachadas al fresco, su gran especialidad, nos impide valorar correctamente su producción, sobre todo en su etapa de madurez.

## Museos y colecciones

### Pinturas
- Museo Walters, Baltimore:
  - Retrato de una dama.
- Accademia Carrara, Bérgamo:
  - La fuga de Clelia.
- Gemäldegalerie de Berlín:
  - La Adoración de los pastores (alrededor de 1500 – 1510).
- Basílica de San Martino, Bolonia:
  - El entierro de Cristo (alrededor de 1505/06).
  - María con el Niño y Santos o Virgen sedente (1515).
- Basílica de San Petronio, Bolonia:
  - La lamentación de Cristo, con cuatro santos (1519)
  - Órgano (1531)

San Sebastián (sobre 1505) Galería Nacional de Arte, Washington D. C.

- Monasterio Cartujo de San Girolamo, Bolonia:
  - Dos facistoles.
- Colección privada, Bolonia:
  - Estudio de Pentesilea (alrededor de 1534/35).
  - La Sagrada Familia Lucco.
- Museo Cívico Davia Bargellini, Bolonia:
  - Retrato de unos hombres (atribuido)
- Pabellón della Viola, Bolonia:
  - Techo pintado. 1540/43
- Pinacoteca Nacional de Bolonia:
  - La adoración del Niño con los Santos (temporalmente) (sobre 1504/05).
  - La Adoración de los Reyes Magos (sobre 1505/06).
  - María con el Niño.
  - La Sagrada Familia (atribuido).
- Museo de Bellas Artes de Budapest:
  - Tres ángeles (fragmento).
- Museo Fitzwilliam, Cambridge:
  - La decapitación de San Juan Bautista (atribuido).
- Museo y Galería Nacional de Cardiff:
  - María con el Niño entre Santa Elena y Francisco (alrededor de 1520).
- Museo Archeologico Paolo Giovi, Como:
  - Alberto Magno y Juan Duns Scoto.
- Museo Cristiano, Esztergom:
  - Retrato de un hombre.
- Galería Uffizi, Florencia:
  - La Adoración de los pastores (sobre 1536).
  - Epifanía.
- Fundación Roberto Longhi, Florencia:
  - El nacimiento de Cristo (sobre 1503).
  - La adoración de Cristo (sobre 1503).
  - La huida a Egipto (sobre 1503).
  - Cristo adulto entre María y José (alrededor de 1530).
- Colección Loeser, Florencia:
  - Apolo con Musa.
- Instituto Städel, Fráncfort del Meno:
  - Retrato de un hombre.
- Palacio Friedenstein, Gotha:
  - La detención de Cristo.
- Palacio del Cónsul, Gubbio:
  - El triunfo de Baco.
- Museo del Estado Baja Sajonia, Hannover:
  - Disputa de San Agustín (1527).
- Holkham Hall, Holkham:
  - Sagrada Familia con Santa Elena.
- Museo de Bellas Artes, Leipzig:
  - San Sebastián (atribuido).
- Pinacoteca, Lucca:
  - María con el bebé en una aureola y santos (alrededor de 1515).
  - Retablo de San Frediano (1507/09)
- Museo Thyssen-Bornemisza, Madrid:
  - Retrato de Tommaso Raimondi (sobre 1500)
- Museo del Prado, Madrid:
  - El secuestro de las Sabinas (alrededor de 1500 - 1503)
  - Continencia de Escipión.
- Colección Saib, Milán:
  - Adoración del Niño (1510-12).
- Colección Haddington, Mellerstain:
  - Retrato de un clérigo.
  - Retrato de Doña Biavati.
- Pinacoteca de Brera, Milán:
  - San Cassiano.
- Galería Estense, Módena:
  - Los esponsales místicos de Santa Catalina.
- Iglesia Cristiana, Oxford:
  - María con el Niño, santos y ángeles.
- Iglesia de San Nicolás des Champs, París:
  - La Sagrada Familia con santos y donantes (entre 1519 y 1535).
- Galería Nacional de Arte Antiguo (Palacio Barberini), Roma:
  - San José.
- Galería Spada, Roma:
  - San Cristóbal y San Lucas.
- Pinacoteca Nacional, Siena:
  - Las virtudes.
- Colección Malmgren, Estocolmo:
  - María con el Niño (Virgen con el clavel).
- Galería Nacional de Arte (Washington):
  - San Sebastián, (1505).
- Colección Tucher, Viena:
  - Una letra (atribuido).
- Situación desconocida:
  - Tres fragmentos de un arcón.
  - La adoración del Niño.
  - La huida a Egipto.
  - Retrato de un joven.
  - María con el niño y el niño Juan.

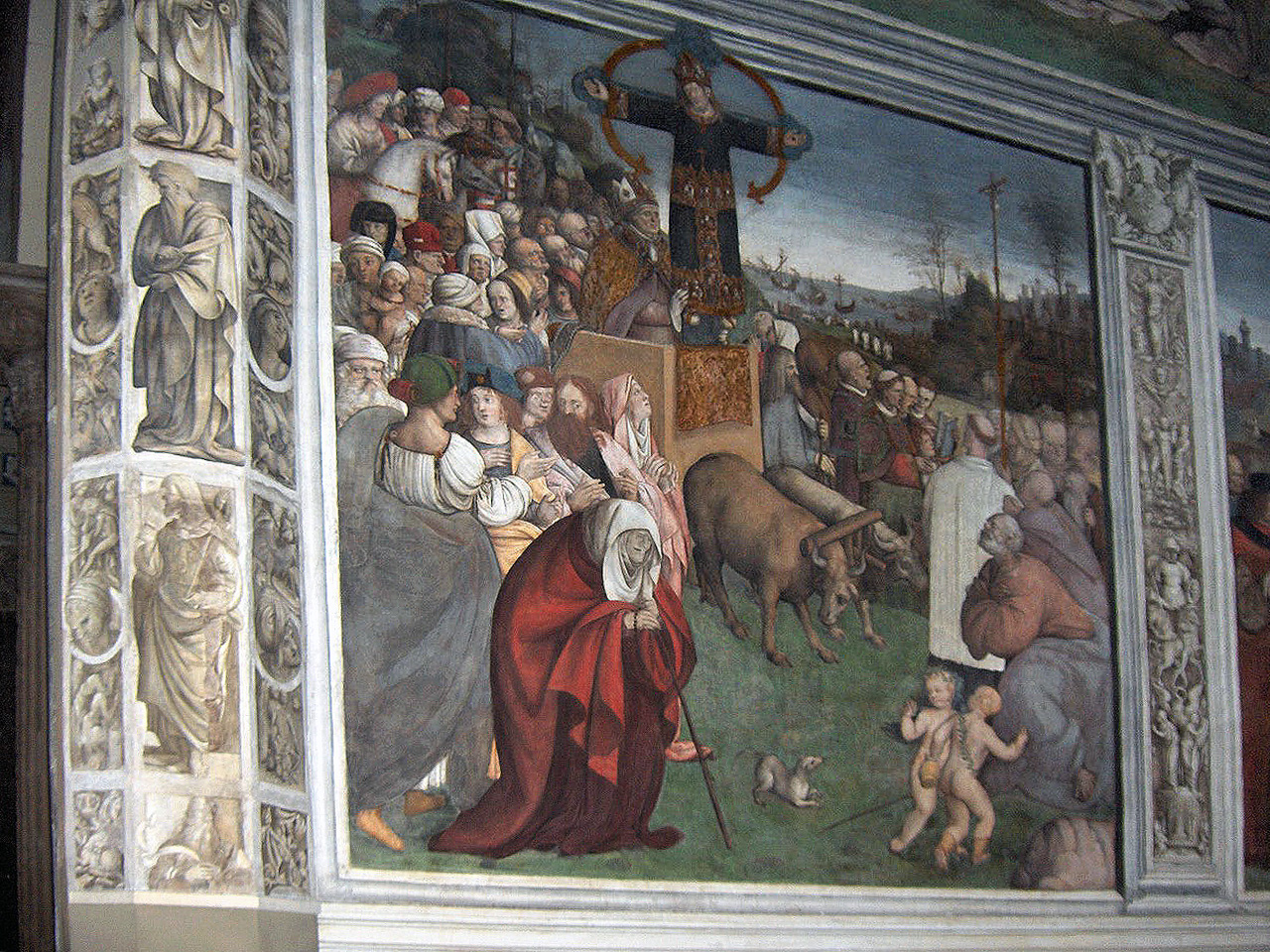
Procesión del Volto Santo (entre 1508/12) fresco de la Basílica de San Frediano, Lucca.

  - Escena de género.
  - María con el bebé.
  - Batalla de Amazonas.
  - Domus Aurea.

### Frescos en la ubicación original
- Basílica de San Giacomo Maggiore, Bolonia:
  - Frescos del Oratorio de Santa Cecilia (1505-06).
- Basílica de San Frediano, Lucca (alrededor de 1508 – 1512):

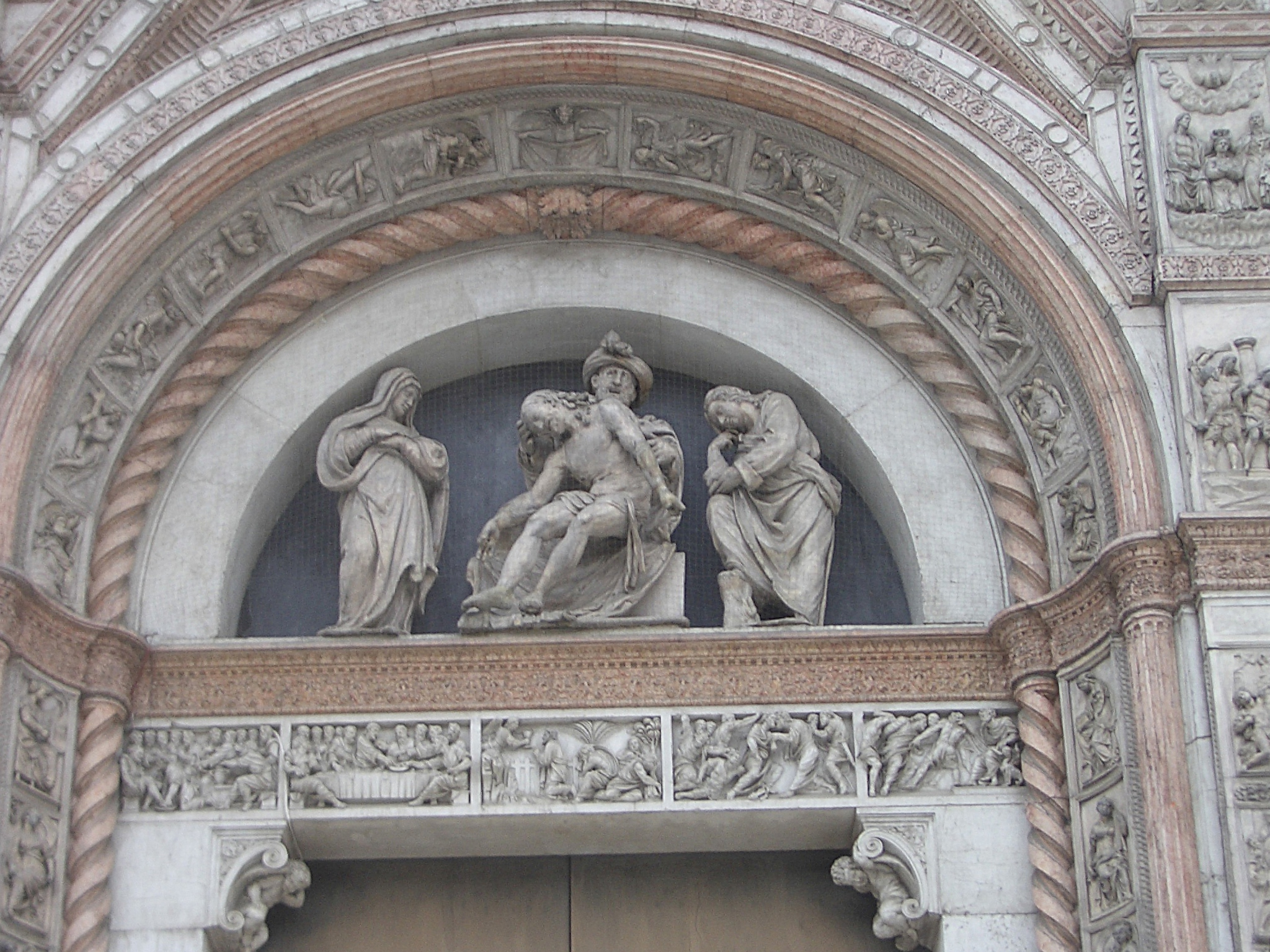
José de Arimatea sosteniendo el cuerpo de Cristo (sobre 1526) Basílica de San Petronio, Bolonia.

  - Desvío del río Serchio.
  - El Bautismo de San Agustín.
  - La adoración de los pastores.
  - Procesión del Volto Santo.

### Esculturas
- Museo Estatal, Colección de escultura, Berlín:
  - Laocoonte (atribuido).
- Basílica de San Petronio, Bolonia:
  - David (1510).
  - Moisés (sobre 1510)
  - Cristo (alrededor de 1526 – 1530)
  - Nicodemo (alrededor de 1526 – 1530)
  - Benjamín trae de vuelta a la copa del Faraón.
  - El funeral de la esposa de Jacob.
  - José es arrojado al pozo.
  - José es vendido por sus hermanos.
  - José y la mujer de Putifar.
  - La construcción del arca.
- Basílica de San Martino, Bolonia:
  - Retrato de Filippo Beroaldo.
- Museo Civico del Renacimiento, Bolonia:
  - Lápida.
- Colección privada, Florencia:
  - Bodas de Canaán.
- Basílica de San Frediano, Lucca:
  - Lápida de Pasquino Cenami (1506)